# Ушаков Єгор Сергійович
Єгор Сергійович Ушаков (рос. Его́р Серге́евич Ушако́в, нар. 2 грудня 2002, Москва, Росія) — російський футболіст, фланговий півзахисник клубу ЦСКА та молодіжної збірної Росії.

## Ігрова кар'єра

### Клубна
Єгор Ушаков є вихованцем московського футболу. Він займався у кількох московських СДЮШОР. У 2017 році він приєднався до молодіжної команди столичного «Торпедо», де провів три роки. У лютому 2020 року Ушаков перейшов до молодіжної команди ЦСКА, з якрю виграв молодіжну першість Росії у сезоні 2020/21.
3 квітня 2022 року футболіст зіграв свою першу гру в основі ЦСКА. А вже в наступному турі Єгор вийшов в основі і в тому матчі відзначився забитим голом.

### Збірна
З 2021 року Єгор Ушаков є гравцем молодіжної збірної Росії.

## Титули і досягнення
- Володар Кубка Росії (2):

ЦСКА: 2022-23, 2024-25
- Володар Суперкубка Росії (1):

ЦСКА: 2025